# 廣法寺

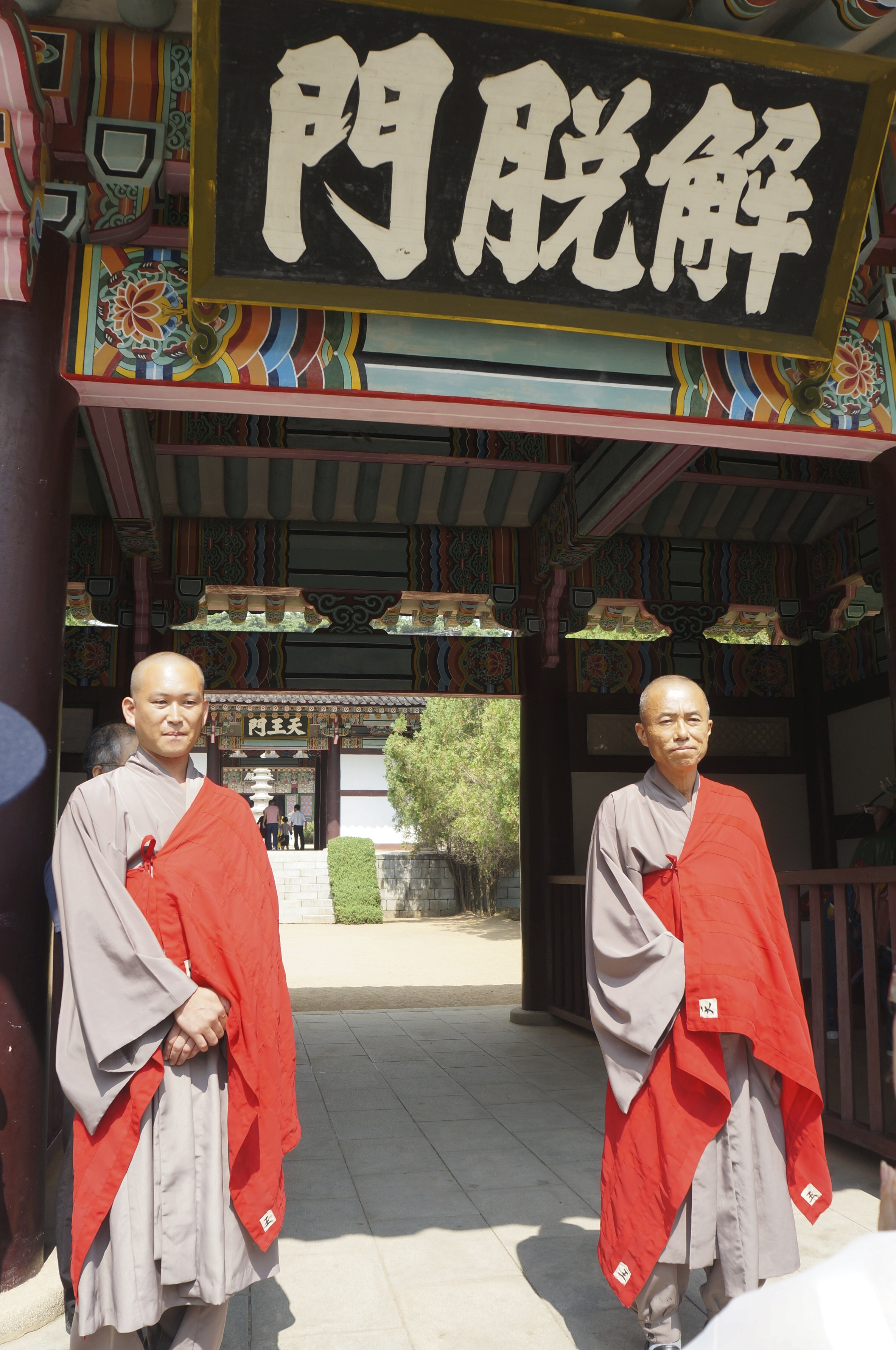
解脱门

廣法寺位於朝鮮平壤直轄市的東北郊區之大城山的東北山腳。始建於公元392年的高句麗時代，由廣開土王以木材建造的佛教寺廟，在公元1953年的朝鮮戰爭中被炸毀，在20世紀90年代按照原來外觀以混凝土仿木材形式被重建，作為大城山地區的一個觀光景點。
四周廣植鮮花林木，大門入口處是天王門，兩旁設有四大天王像，主體建築物有錦丹青大雄殿，殿內供奉有釋迦牟尼等三尊佛像及其畫像，外圍有解脫門及八角五層塔。在2003年，約有6位僧侶，他們都有穿著袈裟供觀光客合照留念。1989年，朝鮮民主主義人民共和國的兩江道之「北漢山」的中興寺開辦佛教學院供朝鮮民眾學習佛教知識。
觀光客可搭乘平壤地鐵的革新線之樂園車站，直達廣法寺，鄰近的觀光熱點，還有朝鮮中央動物園、朝鮮中央植物園、大城山城、安鶴宮的遺址及大城山遊樂場等，亦與著名購物天堂樂園百貨商店為鄰。

## 外部連結
- 廣法寺的照片 （页面存档备份，存于） (日本文解說)